# علي الفارس محاميد
علي الفارس الحاج داوود المحاميد من أم الفحم وُلِدَ عام 1913، وهو من قيادات ثورة فلسطين الكبرى (1936 - 1939) في فلسطين ضد الإنكليز في أم الفحم ومنطقتها وقائد فصيل مقاوم في حرب 1948.
قاد مجموعة عسكرية تصدت و حاربت القوات الإسرائيلية والعصابات اليهودية في مناطق المثلث والساحل و الجليل. إنضم إلى صفوف ثوار مرج بن عامر عام 1936 وشكل مع أخيه أحمد الفارس، و يوسف الحمدان فصيلاً فحماوياً مقاتلاً في ثورة 1936.
شارك هذا الفصيل الفحماوي في العديد من المعارك والاشتباكات مع القوات الإنكليزية المستعمرة وخاصة معركة عين الزيتونة في وادي عارة. وشارك فصيل الثوار الفحماوي، إلى جانب إخوانهم العرب، في معركة أم الفحم في العام 1938.
ومن المعارك التي شارك فيها الفحماويون سواء بالعمليات العسكرية أو بتوفير الملجأ والمأوى للثوار أثناء انسحابهم نذكر معركة اليامون ومعركة رمانة ومعركة قرية المنسي التي كانت من أواخر و أهم معارك ثورة مرج بن عامر. إضافةً إلى هذه المعارك، فقد شارك فصيل علي الفارس ويوسف الحمدان والفحماويون الملتحقون بالثورة بالعديد من المعارك مع القوات البريطانية ، ومنها معركة الجعارة ومعركة اجزم وبيت راس. يعود اصل عشيرة الفحماوي إلى الصحابي الجليل جابر بن عبد الله بن حرام الانصاري الخزرجي القحطاني رضي الله عنه، و لقد خرج هذا الصحابي من المدينة المنورة و استقر في جنوب بلاد الشام، و كان أحد احفاده عواد الصدقي الذي عاش في فلسطين و حكم منطقة يعبد و جنين، و تفرعت عنه عشائر متعدده في نابلس و الناصره و ام الفحم و حيفا.

## الوفاة
توفي في عام 2007 في سوريا عن عمر ناهز ال93 عام.